# Podział administracyjny Kościoła katolickiego w Laosie
Podział administracyjny Kościoła katolickiego w Laosie – w ramach Kościoła katolickiego w Laosie funkcjonują obecnie cztery wikariaty apostolskie podległe bezpośrednio do Rzymu.
Jednostki administracyjne Kościoła katolickiego obrządku łacińskiego w Laosie:

## Diecezje podległebezpośredniodoStolicy Apostolskiej
- Wikariat apostolski Luang Prabang
- Wikariat apostolski Paksé
- Wikariat apostolski Savannakhet
- Wikariat apostolski Wientian